# Moonspell
Moonspell — португальський готик-метал-гурт, заснований у 1992 році в місті Брандоа. Перші альбоми містили фолк / блек-метал, пізніше використовували стилістику характерну для дум та дарк-металу з домішками інших стилів виконання, включно з елементами індастріалу. 1994 року група випустила свій перший мініальбом Under the Moonspell, а через рік — дебютний альбом Wolfheart. Вони швидко стали найвідомішим метал-гуртом Португалії і ключовою фігурою в готик-металі.

## Історія

### Заснування (1992–1994)
З 1989 року майбутні учасники Moonspell грали разом у гурті під назвою Morbid God. Перші репетиції проходили в будівлі, що належить міській раді їх рідного міста Брандоа. Гурт змінив назву на Moonspell у 1992 році, незабаром після того, як вони випустили промо-трек «Serpent Angel». На момент зміни назви склад гурту був таким: Фернандо Рібейру (Langsuyar) на вокалі, Жуан Педро Есковаль (Ares / Tetragrammaton) на бас-гітарі, Дуарте Пікото (Mantus) і Луїс Ламелаш (Malah) на гітарі, а також Мігель Гаспар (Mike / Nisroth) на барабанах. Рібейру та Есковаль були засновниками та ідеологами Morbid God / Moonspell, тоді як інші учасники приєдналися до гурту у різні моменти моменти 1992 року. З них лише Мігель Гаспар доєднався після запису «Serpent Angel». 
24 лютого 1993 року гурт випустив своє демо Anno Satanæ, яке містило три пісні. У вересні Педру Пайшау приєднався до гурту в ролі клавішника. 6 листопада 1993 року Moonspell дали свій перший концерт у Лісабоні. Незабаром після цього Ламеласа звільнили і замінили на Жоао Перейру (Tanngrisnir). Демо поширилося по блек-метал-сцені та зрештою зацікавило незалежний лейбл Adipocere Records, який підписав з гуртом контракт на мініальбом.
27 квітня 1994 року Moonspell вдало випустили мініальбом Under the Moonspell і гастролювали Португалією, задля того, щоб просувати його та спробувати перейти до більшого лейбла. 1994 року колектив виступив на «розігріві» у Cradle of Filth в Лісабоні, а незабаром Moonspell підписали контракт на шість альбомів із Century Media Records.

### Прорив:WolfheartіIrreligious(1995–1996)
Альбом Wolfheart був записаний у Німеччині з продюсером Вальдемаром Соріхтою та вийшов 1 квітня 1995 року. До червня Жоао Перейру намагався суміщати роботу в гурті та свою звичайну роботу, ае врешті обрав друге, тому його замінив Рікарду Аморім, якого запросили приєднатися до гурту 13 червня. 
У липні Moonspell дали три концерти у Великій Британії, що стали першими за межами Португалії, а у вересні гурт вирушив у європейський тур на підтримку Morbid Angel. Дуарте Пікото повідомив, що він не може поїхати в цей тур через особисті проблеми, але гурт все рівно провів гастролі, перебуваючи на сцені вп'ятьох. Після туру Пікото звільнили, не запрошуючи нікого на заміну.
Альбом Irreligious 1996 року гурт знову записав з продюсером Вальдемаром Соріхтою. Якщо попередній альбом був більше витриманий у стилі блек-метал, то цей тяжів до готик-металу. Пісня «Opium» стала першим синглом Moonspell. У ній цитується вірш "Opiário" Алвару де Кампуша — одного із гетеронімів португальського поета Фернанду Пессоа, а у кліпі зображено персонажа поета, який пише в барі під гру гурту. Альбом розійшовся у Португалії тиражем 10 000 копій.

### Експерименти:Sin/PecadoіThe Butterfly Effect(1997–2000)
7 лютого 1997 року, після серйозних мистецьких та особистих конфліктів з рештою гурту, бас-гітариста Жоана Педро Есковаля було звільнено, і його замінив Сержіу Крестана. 
У 1997 році вийшов мініальбом Second Skin, який містив кавер-версію композиції Depeche Mode "Sacred". Альбом Sin/Pecado вийшов у 1998 році. Він мав більший експериментальний характер, ніж його попередники і містив елементи електронної музики. Пісня «2econd Skin» вийшла як сингл. У цей же час учасники гурту (окрім ударника Мігеля Гашпара) створили сайд-проєкт Dæmonarch і випустили його єдиний альбом Hermeticum. Альбом розглядався як повернення до коріння блек-металу, а всі його тексти були написані Фернандо Рібейру у віці від 14 до 16 років.
Після Sin/Pecado у 1999 році вийшов The Butterfly Effect, записаний у Лондоні та спродюсований Енді Рейлі. Цей альбом також вважається експериментальним за своєю суттю. Альбом, що містить «принижені гітарні рифи, моторошні синтезаторні пасажі», переважно написав Педру Пайшау і його не дуже добре сприйняли метал-критики.

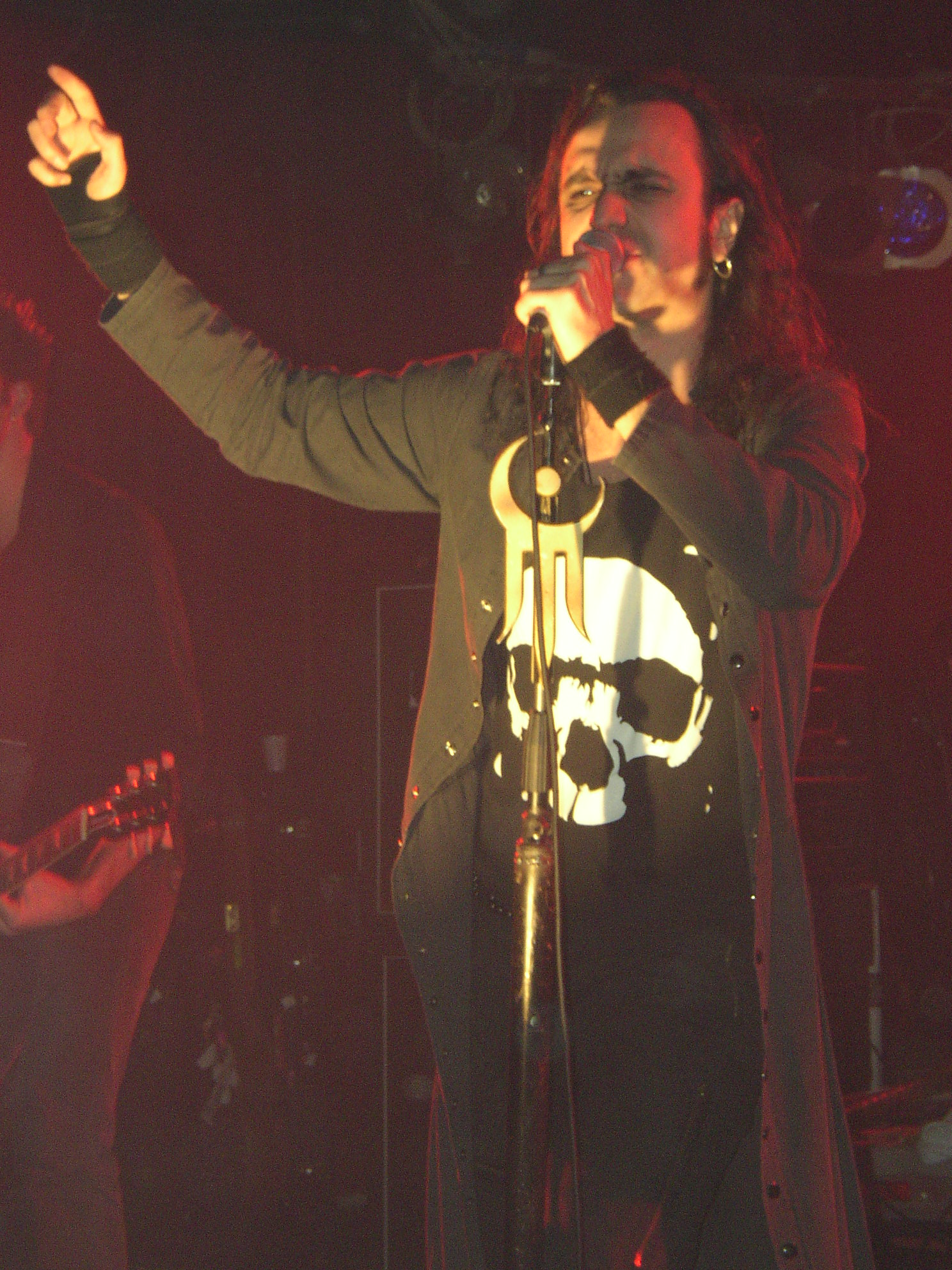
Фернанду Рібейру в 2004 році

### Darkness and HopeіThe Antidote(2001–2005)
Альбом Darkness and Hope вийшов у 2001 році, його спродюсував Хіілі Хілесмаа, продюсер Sentenced і HIM. Трек "Nocturna" вийшов як сингл і кліп. Альбом досяг 79-го місця в німецьких чартах, а спеціальні видання містили кавер-версії Madredeus, пісень "Mr. Crowley" Оззі Осборна і "Love Will Tear Us Apart" Joy Division.
У 2003 році група випустила альбом The Antidote, де Ніклас Етелявуорі з Amorphis грав на бас-гітарі як сесійний музикант, оскільки Сержіу Крестана покинув гурт на початку року. Альбом вийшов разом із однойменною книгою, написаною португальським письменником Хосе Луїсом Пейшоту. І компакт-диск, і книга мають однакову концепцію та історію, і кожна пісня на компакт-диску відповідає певному розділу книги, що посилює історію в текстах. Трек "Everything Invaded" вийшов як сингл і кліп. Після запису альбому Moonspell найняли Айреша Перейру як концертного басиста. Гурт багато гастролював в усьому світі, і у 2004 році виступив на португальському музиному фестивалі Rock in Rio Lisbon де привернув до себе значну увагу слухачів.
У 2003 році гурт записав кавер на джазовий стандарт "I'll See You in My Dreams" для саундтреку однойменного португальського короткометражного фільму жахів про зомбі. Існує офіційне музичне відео, з бюджетом 2000 євро, яке було знято за один день під час виробництва короткометражного фільму.

### MemorialіNight Eternal(2006–2009)
Після розриву з Century Media Moonspell підписали контракт на запис трьох альбомів з компанією Steamhammer/SPV. 2006 року вийшов перший альбом на новому лейблі — Memorial. Його записали з продюсером їхніх перших трьох платівок Вальдемаром Соріхтою, який також записав партії бас-гітари. Альбом очолив португальський альбомний чарт першого тижня, а також увірвався в німецький Топ-100 під номером 68.[2] Memorial отримав золотий статус у Португалії після продажу 10 000 примірників та вивів «Moonspell» до числа найпопулярніших португальських виконавців усіх напрямків. На дві пісні з альбому — "Finisterra" і "Luna" були зняті відеокліпи. 
Попри те, що альбом важчий за попередній, його дуже добре сприйняли, і його випуск активно висвітлювали у португальських новинах. 2 листопада 2006 року Moonspell виграв MTV Europe Music Award в категорії «Найкращий португальський виконавець».
26 червня 2007 року вийшла збірка найкращих хітів The Great Silver Eye. Восени того ж року Moonspell випустили перевидання ранніх пісень гурту 1992-1994 років під назвою Under Satanæ.
Альбом Night Eternal вийшов 16 травня 2008 року, знову з Нікласом Етелявуорі на басу. Головний сингл з альбому, "Scorpion Flower", записали з голландською співачкою Аннеке ван Гірсберген (The Gathering, Agua De Annique). Після цього Moonspell провели тур «Blackest of the Black» з Danzig, Winds of Plague, Dimmu Borgir і Skeletonwitch. У грудні 2008 року гурт відвідав Європу з туром The Darkest Tour: Filthfest, співаючи з такими гуртами, як Cradle of Filth, Gorgoroth, Septicflesh і Asrai («The Darkest Tour: Filthfest»). У квітні та травні 2009 року провели The Darkest Tour: Filthfest 2, у якому, окрім Moonspell, знову взяли участь з Cradle of Filth і приєднався гурт Turisas.
У липні 2010 року було повідомлено, що португальська поштова служба випустить «колекцію марок, які представляють найважливіші рок-моменти та записи Португалії». На одній з марок було зображено обкладинку дебютного альбому Moonspell Wolfheart.

### Alpha NoirіOmega White,Extinct,1755, таHermitage(2010–дотепер)
У липні 2010 року вокаліст Фернанду Рібейру повідомив, що гурт працює над новим альбомом, який він назвав «найзахопливішим, найсексуальнішим, найпохмурішим і найважчим твором, який ми писали за багато років!». У грудні 2011 року Moonspell підписали контракт з лейблом  Napalm Records. Приблизно в той же час Айреша Перейру прийняли в гурт, як повноправного учасника після восьми років виступів на концертах.

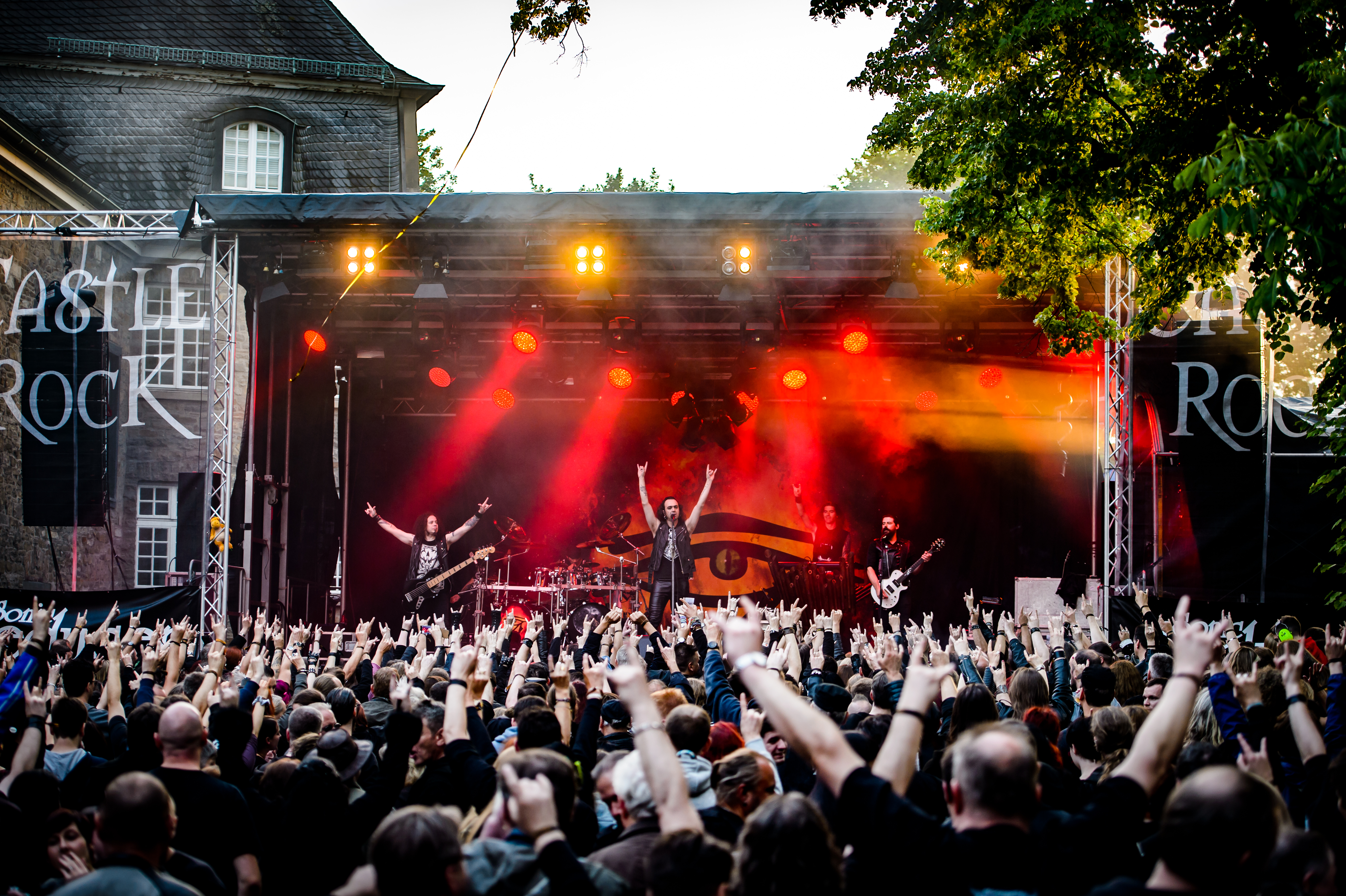
Виступ Moonspell у 2017 році

У січні 2012 року Moonspell оголосили назву нового альбому Alpha Noir з датою релізу 27 квітня 2012 року та спеціальним виданням, яке включатиме «музичного близнюка», альбом Omega White. У прес-релізі гурту Alpha Noir описано як «запальний альбом» згадується, як на нього вплинули Bathory, King Diamond, Onslaught, рання Metallica, Testament і Artillery. Натомість Omega White описано як альбом «чистої атмосфери та тіні» і данина Type O Negative та The Sisters of Mercy. Обидві роботи були спродюсовані та зведені Тью Медсеном, який раніше працював з гуртом над Under Satanæ і Night Eternal.
У 2015 році Moonspell випустили новий альбом під назвою Extinct. Цей альбом продовжив тенденцію більш темного та готичного звучання Moonspell.
3 листопада 2017 року гурт презентував концептуальний альбом під назвою 1755. У ньому детально описувалась історія Лісабонського землетрусу 1755 року. Платівка була повністю записана португальською мовою, за винятком декількох хорових вставок латиною.
3 липня 2020 року Moonspell оголосили, що барабанщик Мігел Гаспар, який був членом гурту з самого його формування, залишив гурт і що його замінить новий учасник Уго Рібейру.
26 лютого 2021 року Moonspell випустили новий альбом під назвою Hermitage. Його записали у британській Orgone Studios. Продюсуванням і зведенням займався Хайме Гомес Арельяно, відомим завдяки роботі з Paradise Lost , Primordial , Ghost і Sólstafir.

## Склад
Теперішні учасники
- Фернанду Рібейру (Langsuyar) — вокал (1992-дотепер)
- Педру Пайшау (Passionis/Neophytus) — клавішні, ритм-гітара (1993-дотепер)
- Рікарду Аморім (Morning Blade) — соло-гітара (1995-дотепер)
- Айреш Перейра (Ahriman) — бас-гітара (2003-дотепер)
- Уго Рібейру — ударні (2020-дотепер)

Колишні учасники
- Мігел Гашпар (Mike/Nisroth) — ударні (1992-2020)
- Жуан Педру Есковаль (Ares/Tetragrammaton) — бас-гітара (1992-1997)
- Дуарте Пікото (Mantus) — соло-гітара (1992-1995)
- Луїш Ламелаш (Malah/Fenrir) — ритм-гітара (1992-1993)
- Жоао Перейра (Tanngrisnir) — ритм-гітара, бек-вокал (1993–1995)
- Сержіу Крестана — бас-гітара (1997-2003)

## Дискографія
Студійні альбоми
- Wolfheart (1995)
- Irreligious (1996)
- Sin/Pecado (1998)
- The Butterfly Effect (1999)
- Darkness and Hope (2001)
- The Antidote (2003)
- Memorial (2006)
- Night Eternal (2008)
- Alpha Noir/Omega White (2012)
- Extinct (2015)
- 1755 (2017)
- Hermitage (2021)

Концертні альбоми
- Lusitanian Metal (2008)
- Lisboa Under the Spell (2018)

Збірки
- The Great Silver Eye (2007)
- Under Satanæ (2007)

Сингли та міні-альбоми
- Wolves From The Fog (EP, 1994)
- Under the Moonspell (EP, 1994)
- Opium (сингл, 1996)
- 2econd Skin (EP, 1997)
- Butterfly Effect (сингл, 1999)
- Nocturna (сингл, 2001)
- Everything Invaded (сингл, 2004)
- Finisterra (сингл, 2006)

Демо
- Serpent Angel (записано під назвою Morbid God, 1992)
- Anno Satanæ (1993)